# Аксай (приток Кокшаала)
Аксай (кирг. Аксай; Ак-Сай, кирг. Ак-Сай; в верхнем течении — Кенсу, кирг. Кеңсуу) — река в Кыргызстане, течёт по территории Ат-Башинского района Нарынской области. Приток реки Кокшаал.
Длина реки составляет 96 км. Площадь водосборного бассейна равняется 7440 км². Среднегодовой расход воды — 9,3 м³/с. В бассейне реки 93 ледника общей площадью 120,9 км².
Исток реки находится в ледниках на склонах хребта Атбаши. После слияния с реками Мюдюрюм и Кёккыя образует реку Кокшаал.